# Mesochorus laevigatus
Mesochorus laevigatus är en stekelart som beskrevs av Dasch 1974. Mesochorus laevigatus ingår i släktet Mesochorus och familjen brokparasitsteklar. Inga underarter finns listade i Catalogue of Life.